# Fritz Haarmann
Friedrich Heinrich Karl „Fritz“ Haarmann, známý jako „Řezník z Hannoveru“ (25. října 1879 Hannover – 15. dubna 1925 Hannover), byl německý sériový vrah a kanibal, který zabil nejméně 24 mladých mužů.

## Životopis

### Mládí
Fritz Haarmann se narodil jako šesté dítě chudým rodičům. Matka si přála holčičku, a když se jí narodil syn, začala ho oblékat do dívčích šatů. Malý Fritz si často hrával s panenkami a byl šťastný.
Ve škole mu brilantně šla gymnastika, zato neovládal mužské kolektivní sporty. Již tehdy měl problémy se svou homosexualitou, kdy obtěžoval své spolužáky. Několikrát navštívil psychiatrickou léčebnu, jelikož se u něj objevily halucinace, které naznačovaly pád nebo úpal.
Roku 1897 vstoupil Haarmann do armády, z níž byl brzy částečně kvůli homosexualitě propuštěn. Později byl označen za asociální osobnost a uznán invalidním.
Musel se vrátit do Hannoveru, kde začal pašovat a krást. Svou první vraždu spáchal na konci první světové války.

### Sériový vrah
V září 1918 byl Haarmann přistižen při sexuálním styku s nezletilým, za což byl odsouzen na devět měsíců káznice. Policie ho původně hledala kvůli zmizení jistého Friedela Rotha, který byl s Haarmannem naposled viděn. Když přišli strážníci do Haarmannova bytu a viděli ho při styku s nezletilým chlapcem, zapomněli na pravý důvod prohlídky.
Roku 1919 vyšel Haarmann z vězení, ale vraždit nepřestal. Své oběti vyhledal na Hannoverském nádraží a lákal je k sobě do bytu na jídlo, cigarety a nocleh. Do „karet“ mu hrála německá poválečná inflace.
Na nádraží potkal Hanse Granse (1901–1975), kterého se pokusil zavraždit. Grans se Haarmannovi líbil, a tak ho nechal žít. Grans jednou Haarmanna přistihl při vraždě, ale na policii z jistých důvodů nešel.
Haarmannovým modem operandi bylo, že oběť nejdříve znásilnil, následně jí prokousl hrdlo a rozporcoval její tělo. Maso poté prodával na černém trhu jako fajnové vepřové na řízky, což byl později důvod k obvinění z kanibalismu. Nikdy se k němu nepřiznal a nebyl mu ani prokázán). Grans mezitím prodával oblečení a věci obětí.

### Dopadení
V řece Leine bylo roku 1924 nalezeno několik lebek a kostí, které patřily asi dvacet dvěma lidem. Mezi podezřelými byl i Haarmann, který byl ale ze seznamu vyškrtnut hlavně proto, že byl v té době policejním informátorem. Pravděpodobně se paktoval i s mafií coby agent provokatér, podobně jako Jevno Azef.
Haarmann se ale v podstatě udal sám, když na policejní stanici přivedl chlapce, který ho údajně napadl. Chlapec strážníkovi vylíčil, jak ho chtěl Haarmann znásilnit a že pokud se mu nepodvolí, skončí „jako ti druzí“.
Haarmann a Grans byli zatčeni a při domovní prohlídce bylo nalezeno oblečení několika obětí. Haarmann se přiznal ke dvěma vraždám.

### Soud
Soud s Haarmannem začal 8. prosince 1924. Haarmann spoléhal na svůj status policejního informátora, a doufal, že proto bude brzy osvobozen. Grans se naopak hájil, ale Haarmannovi se podařilo obvinit ho ze dvou vražd.
Haarmann i Grans byli nakonec odsouzeni k trestu smrti. Před popravou se Haarmann přiznal, že Granse křivě obvinil. Gransův proces byl následně obnoven a Grans byl nakonec odsouzen na dvanáct let vězení. V noci před popravou mu bylo splněno poslední přání, kdy dostal brazilskou kávu a vykouřil drahý doutník.
Haarmann byl popraven gilotinou 15. dubna 1925 v Hannoveru. Jeho hlava byla naložena do formaldehydu a uskladněna v Ústavu soudního lékařství na univerzitě Georga Augusta v Göttingenu.  V roce 2014 byla zpopelněna a pohřbena do anonymního hrobu.

## Oběti
| Jméno              | Věk | Datum smrti             |
| ------------------ | --- | ----------------------- |
| Friedel Rothe      | 17  | 25. září 1918           |
| Fritz Franke       | 17  | 23. února 1923          |
| Wilhelm Schulze    | 17  | 20. března 1923         |
| Roland Huch        | 16  | 23. května 1923         |
| Hans Sonnenfeld    | 19  | květen 1923             |
| Ernst Ehrenberg    | 13  | 25. června 1923         |
| Heinrich Struß     | 18  | 24. srpna 1923          |
| Paul Bronischewski | 17  | 24. září 1923           |
| Richard Gräf       | 17  | září 1923               |
| Wilhelm Erdner     | 16  | 12. října 1923          |
| Hermann Wolf       | 15  | 24. nebo 25. října 1923 |
| Heinz Brinkmann    | 13  | 27. října 1923          |
| Adolf Hannappel    | 17  | 11. listopadu 1923      |
| Adolf Hennies      | 19  | 6. prosince 1923        |
| Ernst Spiecker     | 17  | 5. ledna 1924           |
| Heinrich Koch      | 20  | 15. ledna 1924          |
| Willi Senger       | 19  | 2. února 1924           |
| Hermann Speichert  | 16  | 8. února 1924           |
| Alfred Hogrefe     | 16  | 6. dubna 1924           |
| Hermann Bock       | 22  | duben 1924              |
| Wilhelm Apel       | 16  | 17. dubna 1924          |
| Robert Witzel      | 18  | 26. dubna 1924          |
| Heinrich Martin    | 14  | 9. května 1924          |
| Fritz Wittig       | 17  | 26. května 1924         |
| Friedrich Abeling  | 10  | 26. května 1924         |
| Friedrich Koch     | 16  | 5. června 1924          |
| Erich de Vries     | 17  | 14. června 1924         |